# Andrew Meikle

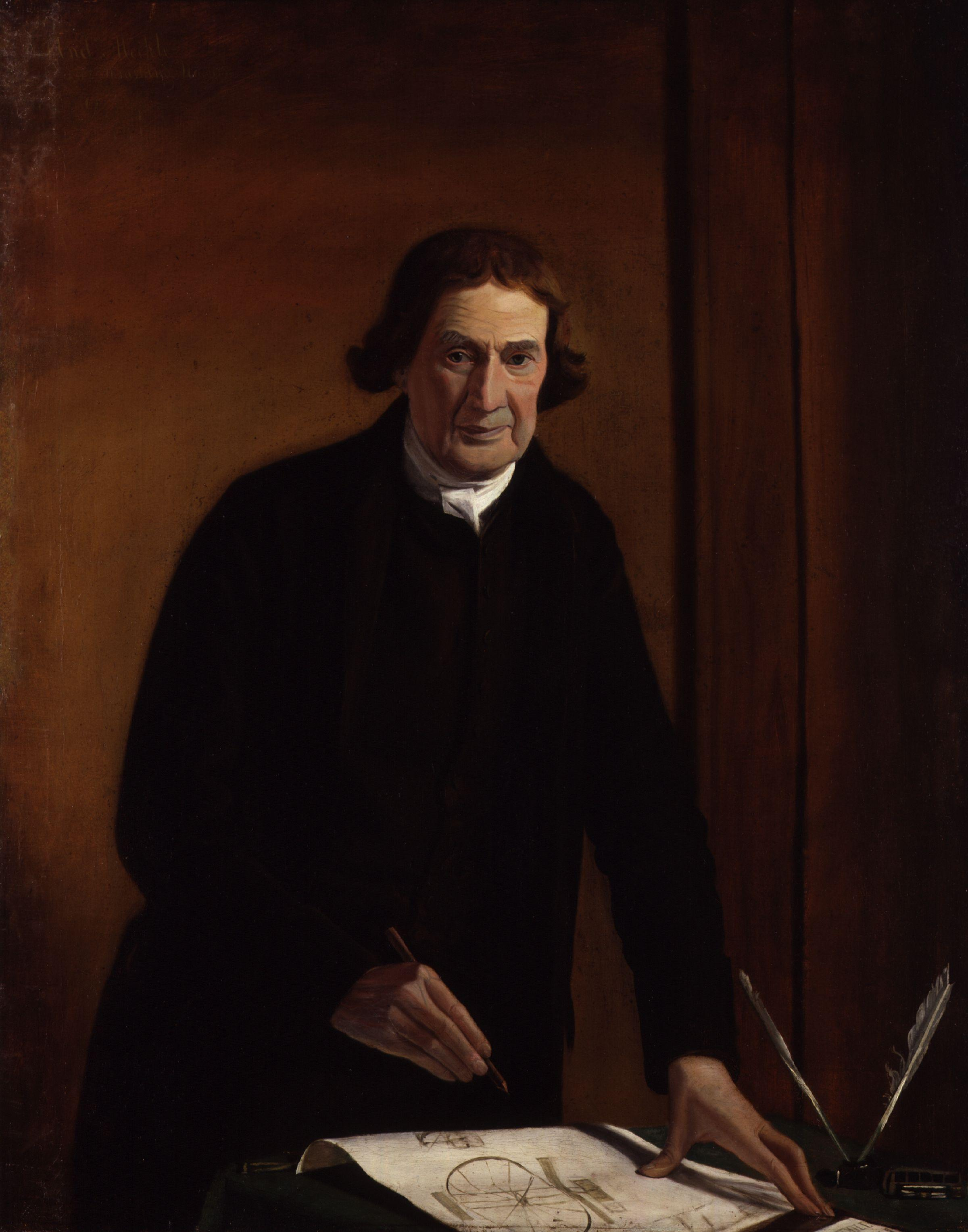
Andrew Meikle, A. Reddock, c.1790-1800

Andrew Meikle (* 5. Mai 1719 in Schottland; † 27. November 1811 in East Linton, East Lothian, Schottland) war ein schottischer Mechaniker, der als Erfinder der Dreschmaschine bezeichnet wird.
Er arbeitete als Mühlenbauer an der Houston Mill in East Linton, East Lothian. Um 1750 erfand er eine Windrichtungsnachführung (schon 1745 von Edmund Lee erfunden). Um 1772 verbesserte er die Windmühlenflügel. Die Bespannung ersetzte er durch Federjalousieflügel (spring sail), die mit einem Gestänge bedient und bei Sturm schnell und sicher gesteuert werden konnten.
1786 erfand er die Dreschmaschine. Sie bestand im Wesentlichen aus einer Trommel, auf der vier Schlagleisten saßen (Engl. Patent Nr. 1645 vom 9. April 1788). Manche behaupten auch, dass er einen früheren Entwurf von Michael Menzies († 1766) aus dem Jahre 1734 verbessert hätte. Sie wird als Schlüsselentwicklung für die britische Agrar-Revolution im späten 18. Jahrhundert angesehen.
Er inspirierte John Rennie senior dazu, Ziviltechniker zu werden.